# Alejandra Mizala
Alejandra Mizala Salces (24 de julio de 1964) es una economista y académica chilena.
Titulada de Ingeniería comercial de la Universidad de Chile y graduada de la Universidad de California, Berkeley con un Ph.D. en economía, fue vicepresidenta del Consejo de la Comisión Nacional de Investigación Científica y Tecnológica (Conicyt). Es reconocida por sus contribuciones en la reducción de la brecha de género, recibiendo la Condecoración al Mérito Amanda Labarca en 2015.
Desde 2022 es prorrectora de la Universidad de Chile.

## Biografía
Creció en un hogar de clase media en la comuna santiaguina de Ñuñoa, siendo la única mujer de cuatro hermanos, dos de los cuales son diseñadores y uno es periodista. Su padre, Moisés Mizala, fue profesor de biología en el Instituto Nacional, y su madre fue una chilena de ascendencia española. Estudió en el Liceo Experimental Manuel de Salas, perteneciente a la Universidad de Chile, entablando así desde temprana edad su relación con esa casa de estudios.
Cursó estudios superiores Facultad de Ciencias Económicas y Administrativas de la Universidad de Chile, obteniendo la Licenciatura en Ciencias Económicas y el título de ingeniera comercial en 1978. En 1980 empezó sus estudios de doctorado en la Universidad de Berkeley, Estados Unidos. En esos años se casó con Jaime Gatica, teniendo a su hija mayor, Camila.Más tarde, estuvo dos años haciendo clases en la Universidad de Brasilia, donde nació su hijo Damián.
De vuelta en Chile, fue directora del Centro de Investigación Avanzada en Educación. En 2011 marcó un hito al ser nombrada directora del departamento de ingeniería industrial en la Universidad de Chile. También fue consejera del Consejo de la Comisión Nacional de Investigación Científica y Tecnológica (Conicyt) en el 2015, para luego convertirse en la vicepresidencia del consejo. Además, ha sido docente de economía y microeconomía.
Mizala es parte del Comité Ejecutivo de Latin America and the Caribbean Economic Association (Lacea), pressidió la Sociedad de Economía de Chile (2004-2005), y formó parte del Consejo Superior de Ciencias de Fondecyt, (2006-2009).
Desde 2022, ocupa el cargo de prorrectora de la Universidad de Chile.

## Investigación
Ha  centrado su trabajo en la investigación sobre temas relacionados con las brechas de género, educación y sistemas de enseñanza. Ha escrito artículos en páginas como Comunidad Mujer, en donde asegura que los niños y niñas tienen capacidades iguales en sus primeros años de educación pero que, con el paso del tiempo, las desigualdades de género se agudizan y perjudican a las mujeres. Este fenómeno ha sido explorado en sus investigaciones sobre estudiantes de pedagogía y reflejado en varias publicaciones académicas.
También ha escrito en Profesorbaker's Worldwide English Blogsobre la estratificación de la educación en un artículo junto a con Florencia Torche, profesora de la Universidad de Nueva York, Estados Unidos.
En una entrevista, Mizala mencionó que:

la atención que los niños reciben es distinta. Hay estudios que demuestran que en las clases de matemáticas los profesores tienden a interactuar más con los niños; a veces porque ellos tienen más interés o se portan mal y así se les mantiene tranquilos, pero al final es lo mismo; reciben más atención y eso se refleja en el aprendizaje

Además, Mizala se ha centrado en el estudio del comportamiento de los mercados laborales en Chile y América Latina.

### Proyectos destacados
- "Análisis de los mecanismos que explicarían la distribución por género de los estudiantes de EMTP entre las distintas especialidades" - Espacio Público.[11]
- "Análisis y propuestas para el fortalecimiento de la carrera docente en Chile" - Banco Interamericano de Desarrollo.[12]
- "Brecha de género, desempeño en matemáticas, y elección de carreras" - FONDECYT.[13]

## Premios y distinciones
- Premio Energía de Mujer 2017: Otorgado por ENEL por sus aportes a la educación.[14]
- Condecoración al Mérito Amanda Labarca.[15] Diciembre de 2015 y marzo de 2016, respectivamente.
- Reconocimiento Comunidad Mujer 2015. Por investigación sobre brechas de género en educación y acciones para incentivar una mayor presencia de mujeres en el área de las ciencias y matemáticas.[16]
- Fellow International Academy of Education. Febrero de 2015.[17]
- Mención Destacada de Ingeniería Comercial, Economía del 2014. Otorgado por la Facultad de Economía y Negocios Universidad de Chile. Octubre de 2014.[18]
- Medalla de Profesora Titular (2011): Universidad de Chile.
- Otorgada por la Universidad de Chile en su 166.º aniversario.[19]

## Publicaciones
Esta es una lista de los trabajos destacados de la investigadora; para más información, revise el perfil de la investigadora en Google Scholar.
- Mizala, Alejandra; Canals, Catalina; Maroulis, Spiro; Canessa, Enrique; Chaigneau, Sergio (2023). «Mechanisms underlying choice-set formation: The case of school choice in Chile». Social Science Computer Review 41 (5): 1877-1901.
- Mizala, Alejandra; Schneider, Ben (2020). «Promoting quality education in Chile: the politics of reforming teacher careers». Journal of Education Policy 35 (4): 529-555.
- Mizala, Alejandra; Canals, Catalina; Bordón, Paola (202). «The gender gap in college major choice in Chile». Journal Of Educational Policy 77.

- Larroucau, T; Rios, I; Mizala, A. (In Press) «Efecto de la Incorporación del Ranking de Notas en el Proceso de Admisión a las Universidades Chilenas» Pensamiento Educativo. Revista de Investigación Educacional Latinoamericana[21]
- Arias, Oscar; Mizala, A.; Meneses, Francisco (2016) Brecha de Género en Matemáticas: el sesgo de las pruebas competitivas (evidencia para Chile)
- Mizala, A.; Ñopo, H (2016) «Measuring the Relative Pay of School Teachers in Latin America 1997-2007» International Journal of Educational Development 47, 2016: 20-32.